# Élections générales néo-brunswickoises de 1878
L'élection générale néo-brunswickoise de 1878, aussi appelée la 24e élection générale, eut lieu en juin 1878 afin d'élire les membres de la 24e législature de l'Assemblée législative du Nouveau-Brunswick, au Canada. L'élection s'est déroulée avant la création des partis politiques.
Sur les 41 députés, 31 soutinrent le gouvernement et 10 formèrent l'Opposition officielle.